# فميات الأرجل
فميات الأرجل أو روبيان السرعوف التسمية الثنائية أو الاسم العلمي (Odontodactylus scyllarus/Peacock Mantis Shrimp).
وقد يطلق عليه اسم روبيان السرعوف فرس النبي، روبيان السرعوف المهرج، وروبيان السرعوف الطاووس. من أسرة المفصليات القشرية أو مايعرف بلينات الدرقة.
يعد روبيان السرعوف، الذي يعيش في المحيطين الهادئ والهندي، من غوام إلى شرق أفريقيا. من أكثر كائنات الأرض دقة في الرؤية، وذلك لقدرته على رؤية حتى الحزم الضوئية شديدة التعقيد.

## وصف خارجي
يتراوح متوسط حجم جمبري المانتيس بين 3 إلى 18 سم. بعينين زرقاوين مشرقة وألوان زاهية بين الأحمر والأخضر، وبحلاقات ونقط في بعض اجزاءه شبية بالمظهر الخارجي للفهد، تميز جمبري مانتيس.

## الانتشار والموطن
يعيش روبيان السرعوف في المياه الاستوائية المالحة، في درجة مئوية 22-25 (72-78 فهرنهايت)، في المحيطين الهادئ والهندي، من غوام إلى شرق أفريقيا، بين الشعاب المرجانية، والأعشاب البحرية، في باطن الأرض أو الجحور القديمة.